# Carnizuelo
Carnizuelo är en ort i Mexiko.   Den ligger i kommunen San Pedro Pochutla och delstaten Oaxaca, i den sydöstra delen av landet, 500 km sydost om huvudstaden Mexico City. Carnizuelo ligger 245 meter över havet och antalet invånare är 108.
Terrängen runt Carnizuelo är kuperad norrut, men söderut är den platt. Runt Carnizuelo är det ganska tätbefolkat, med 86 invånare per kvadratkilometer. Närmaste större samhälle är San Pedro Pochutla, 10,3 km söder om Carnizuelo. Omgivningarna runt Carnizuelo är en mosaik av jordbruksmark och naturlig växtlighet.